# تحويل الهيئة
تحويل الهيئة التحويل، التحول، المسخ (بالإنكليزية: Transfigurationٍ) مادة دراسية خيالية تُدرسها مدرسة هوغوورتس للسحر والشعوذة في سلسلة هاري بوتر للمؤلفة البريطانية جيه كيه رولينغ. تُعتبر مادة تحويل الهيئة من أهم المواد الدراسية وأكثرها صعوبة في هوغوورتس، وتدريسها إلزامي حتى السنة الخامسة، ثم يتوقف الاستمرار في دراستها على المعدل الذي يحققه الطالب فيها أثناء امتحانات مستوى السحر الاعتيادي. تقوم منيرفا مكغونغال بتدريس هذه المادة منذ تسعة وأربعين عاماً، وقبلها كان يُدرسها ألباس دمبلدور.